# Xanthoparmelia burmeisteri
Xanthoparmelia burmeisteri är en lavart som först beskrevs av Elix, och fick sitt nu gällande namn av Egan. Xanthoparmelia burmeisteri ingår i släktet Xanthoparmelia och familjen Parmeliaceae.   Inga underarter finns listade i Catalogue of Life.